# شعار فنلندا
شعار فنلندا هو أسد متوج على خلفية حمراء، واستبدلت قدمه الأمامية اليمنى بيد تضرب بسيف، وأسفل الأسد سيف آخر. وضع هذا الشعار أول مرة في 1580.